# Parc estatal Cascades Chittenango
El Parc estatal Cascades Chittenango és un parc estatal de 0,78 km² situat al comtat de Madison (Nova York), a l'est del llac Cazenovia. El parc compta amb unes cascades de 51 m que tenen aproximadament 400 milions d'anys d'antiguitat. A la part inferior de les cascades, el Chittenango Creek flueix per sota d'un pont de fusta. El parc ofereix diverses activitats, com ara taules de pícnic amb pavellons, un parc infantil, senderisme, excursions i pesca.
Aproximadament, arriben al parc cada any 45.000 visitants per participar en una varietat d'activitats recreatives a l'aire lliure. Tot i que moltes en guies de càmping encara figura per error com un campament, el campament del parc es va tancar a mitjans de la dècada del 2000.
El Parc estatal Cascades Chittenango també és l'hàbitat del cargol ambre i ovat de Chittenango (Novisuccinea chittenangoensis), una espècie de caragol de terra endèmica i en perill d'extinció.

## Rutes i vistes
Mentre el parc està obert tot l'any, el recorregut que condueix cap al pont de les cascades es tanca durant els mesos d'hivern a causa de condicions de gel. Les vistes de les cascades des del pont són bastant pintoresques, però hi ha la possibilitat de veure les cascades des del costat del rierol o des d'un petit camí.
A l'altra banda del rierol, hi ha un recorregut amb una forta pendent per pujar a la part alta de les cascades, davant de l'entrada. Al llarg d'aquest recorregut, hi ha diversos llocs de visió.

## Galeria d'imatges

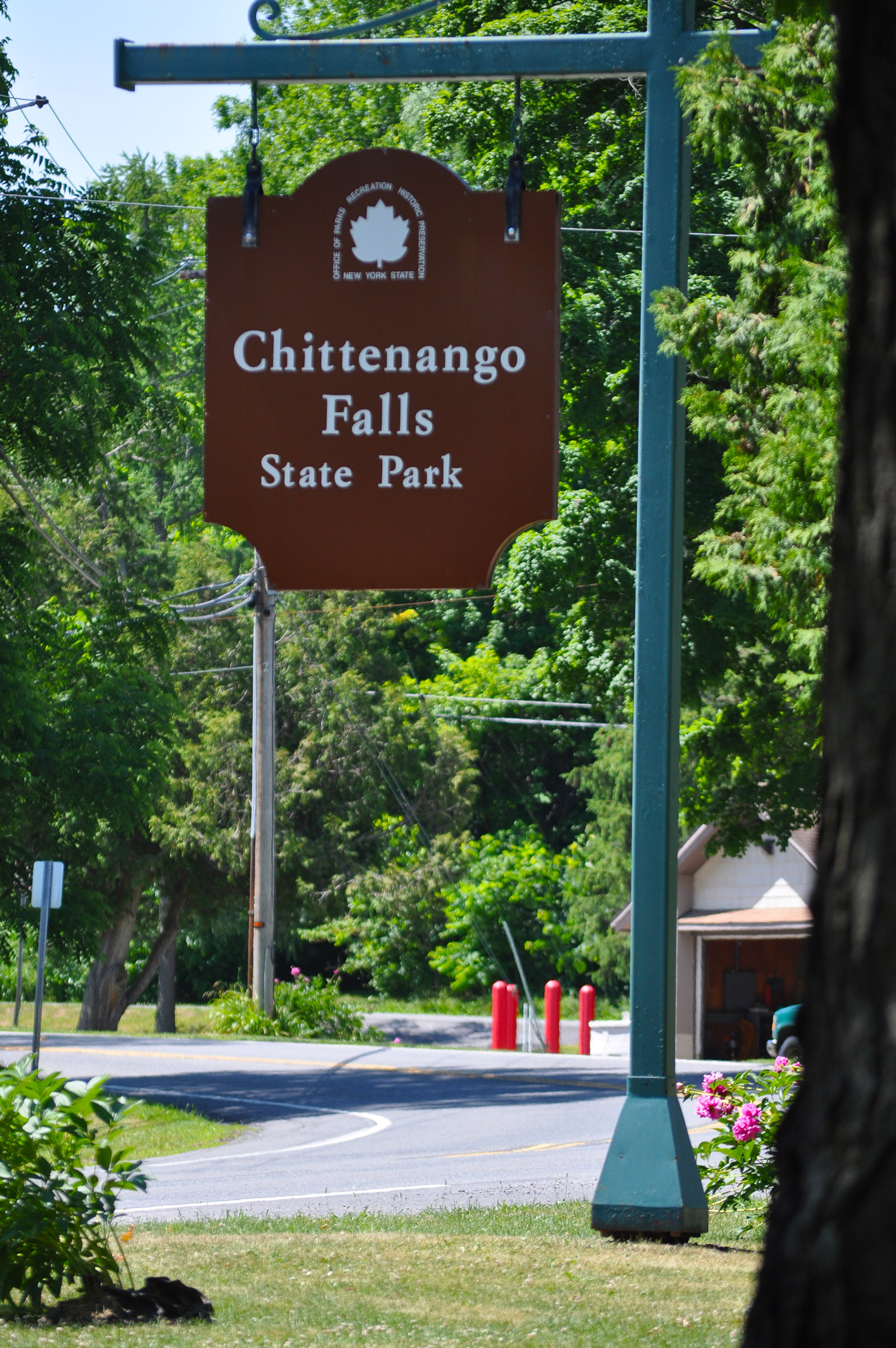
Senyal d'entrada al parc.
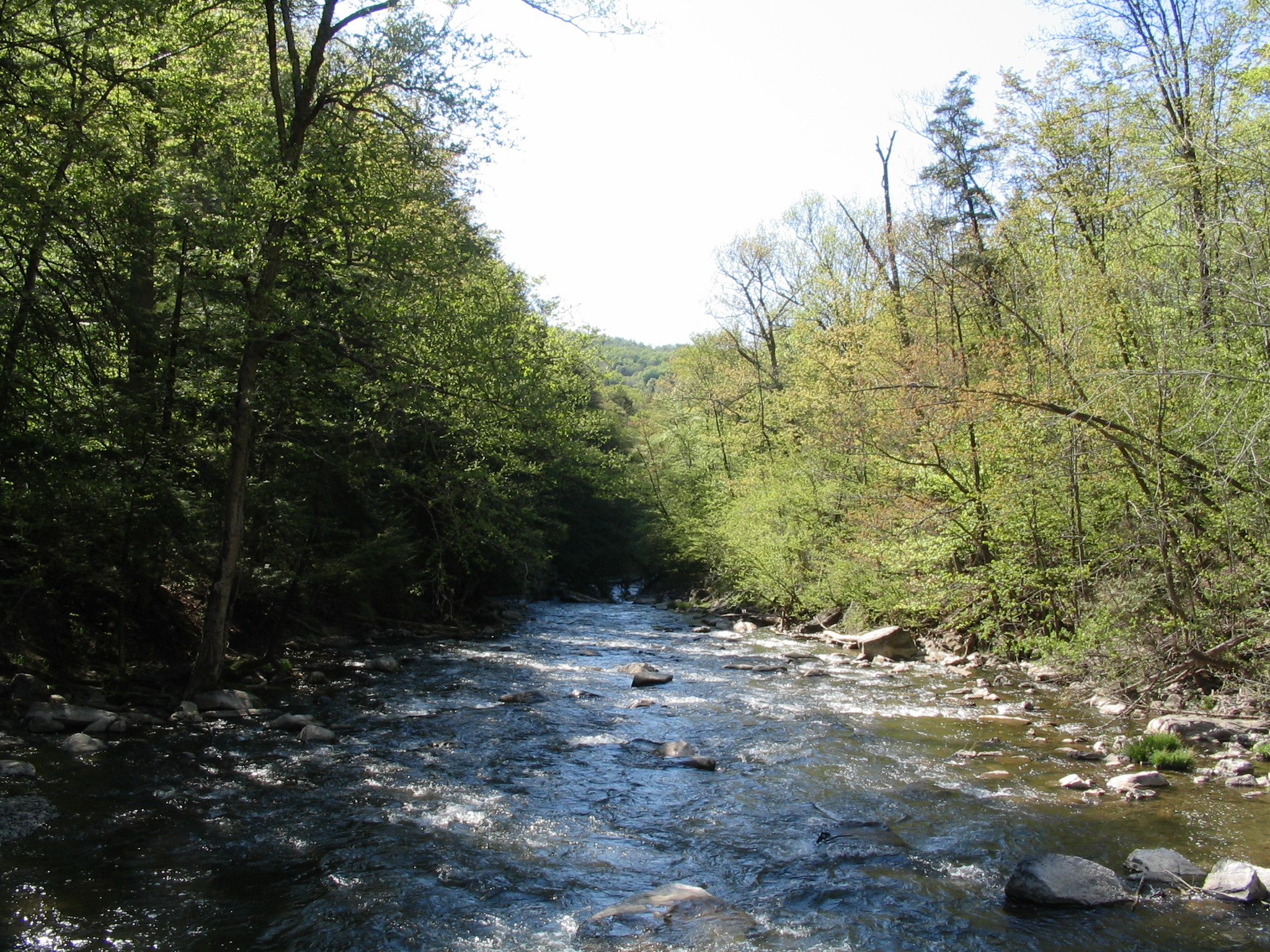
Chittenango Creek fluint cap a les cascades al maig
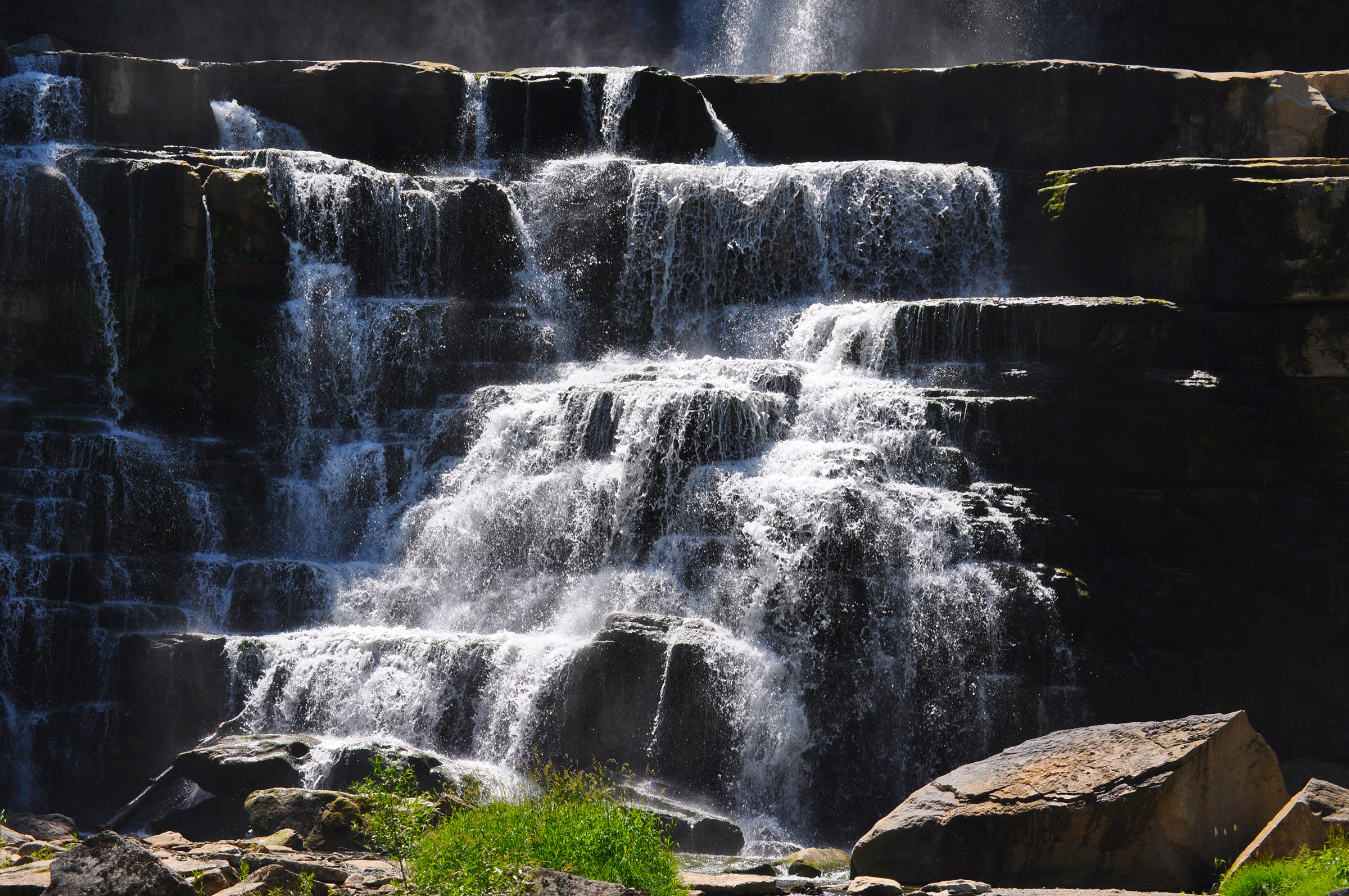
Part inferior de les cascades, vistes des del pont de fusta
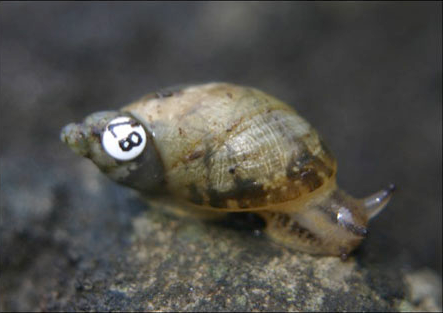
Exemplar de Novisuccinea chittenangoensis